# Ronde van Lombardije 1950
De Ronde van Lombardije 1950 was de 44e editie van deze eendaagse Italiaanse wielerwedstrijd, en werd verreden op zondag 22 oktober 1950. Het parcours leidde van Milaan naar Milaan en ging over een afstand van 222 kilometer. De wedstrijd werd gewonnen door de Italiaan Renzo Soldani in een sprint. De viervoudig titelverdediger Fausto Coppi eindigde als derde.
Geen enkele Belg of Nederlander haalde de eindstreep. Over deelname van de lage landen is niks terug te vinden in de bronnen.

## Uitslag
| Ronde van Lombardije 1950 |                    |                   |          |
| Plaats                    | Naam               | Ploeg             | Tijd     |
| Winnaar                   | Renzo Soldani      | Legnano-Pirelli   | 5u49'40" |
| 2                         | Antonio Bevilacqua | Willier Triestina | z.t.     |
| 3                         | Fausto Coppi       | Bianchi-Ursus     | z.t.     |
| 4                         | Donato Zampini     | Ganna             | z.t.     |
| 5                         | Ferdy Kübler       | Tebag             | + 0' 39" |
| 6                         | Oreste Conte       | Bianchi-Ursus     | z.t.     |
| 7                         | Alfio Ferrari      | Frejus            | z.t.     |
| 8                         | Giuseppe Minardi   | Legnano-Pirelli   | z.t.     |
| 9                         | Virgilio Salimbeni | Legnano-Pirelli   | z.t.     |
| 10                        | Angelo Conterno    |                   | z.t.     |

1905 · 1906 · 1907 · 1908 · 1909 · 1910 · 1911 · 1912 · 1913 · 1914 · 1915 · 1916 · 1917 · 1918 · 1919 · 1920 · 1921 · 1922 · 1923 · 1924 · 1925 · 1926 · 1927 · 1928 · 1929 · 1930 · 1931 · 1932 · 1933 · 1934 · 1935 · 1936 · 1937 · 1938 · 1939 · 1940 · 1941 · 1942 · 1943 · 1944 · 1945 · 1946 · 1947 · 1948 · 1949 · 1950 · 1951 · 1952 · 1953 · 1954 · 1955 · 1956 · 1957 · 1958 · 1959 · 1960 · 1961 · 1962 · 1963 · 1964 · 1965 · 1966 · 1967 · 1968 · 1969 · 1970 · 1971 · 1972 · 1973 · 1974 · 1975 · 1976 · 1977 · 1978 · 1979 · 1980 · 1981 · 1982 · 1983 · 1984 · 1985 · 1986 · 1987 · 1988 · 1989 · 1990 · 1991 · 1992 · 1993 · 1994 · 1995 · 1996 · 1997 · 1998 · 1999 · 2000 · 2001 · 2002 · 2003 · 2004 · 2005 · 2006 · 2007 · 2008 · 2009 · 2010 · 2011 · 2012 · 2013 · 2014 · 2015 · 2016 · 2017 · 2018 · 2019 · 2020 · 2021 · 2022 · 2023 · 2024 · 2025